# 22. dobrovolnická jízdní divize SS „Maria Theresia“
22. SS-Freiwilligen Kavallerie Division „Maria Theresia“ byla divize, která náležela do Waffen-SS a zúčastnila se bojů druhé světové války. Byla vytvořena v květnu 1944. Základem byl SS-Kavallerie Regiment 17 z 8. SS-Kavallerie Division „Florian Geyer“. Mužstvo doplnili maďarští Volksdeutsche (Němci žijící mimo území Německé říše), kteří byli původně odvedeni do maďarské armády. Divizním znakem byla chrpa, jež byla oblíbenou květinou Marie Terezie.

## Nasazení SS-Kavallerie-Regiment der SS 52
V září 1944 byl z divize „Maria Theresia“ vyčleněn SS-Kavallerie-Regiment der SS 52 a přiřazen ke Kampfgruppe Wiedemann. S ní se přesunul do župy Arad v Rumunsku, kde během prvního boje padl velitel Kampfgruppe Wiedemann a nahradil ho SS-Hauptsturmführer Anton Ameiser. Zanedlouho byla, nyní již Kampfgruppe Ameiser, obklíčena Rudou armádou u města Arad.
Část Kampfgruppe se pod velením SS-Hauptsturmführera Harry Vandiekena probila k řece Harmas, přeplavala ji a dostala se do německých linií. Druhá část, pod velením SS-Hauptsturmführera Antona Ameisera, se měsíc probíjela 200 km k německých liniím, což se jí nakonec 30. října podařilo jižně od Budapešti. Přežilo pouze 48 mužů.

## Nasazení divize
Zbytku divize byl přerušen koncem října 1944 výcvik, který probíhal u města Debrecín a poté byla poslána do Budapešti, kde měla posílit obranu. Zde se dostala do prudkých bojů a 24. prosince 1944 byla v Budapešti, spolu s dalšími jednotkami, obklíčena 250 000 sovětskými vojáky. Dne 11. února 1945 se zbylí obránci pokusili probít z obklíčení. To se podařilo pouze 170 mužům divize „Maria Theresia“.
Velitel divize SS-Brigadeführer August Zehender spáchal 11. února sebevraždu. Přeživších 170 mužů bylo následně, společně s přeživšími z 8. SS-Kavallerie Division „Florian Geyer“ převeleno do prostoru mezi Vídní a Bratislavou, kde byli použiti k vytvoření 37. SS-Freiwilligen Kavallerie Division „Lützow“.

## Válečné zločiny
Po válce nebyla divize „Maria Theresia“ obviněna z žádných válečných zločinů.

## Početní stavy divize
| Měsíc    | Rok  | Počet |
| Červen   | 1944 | 4900  |
| Listopad | 1944 | 8000  |

## Velitelé

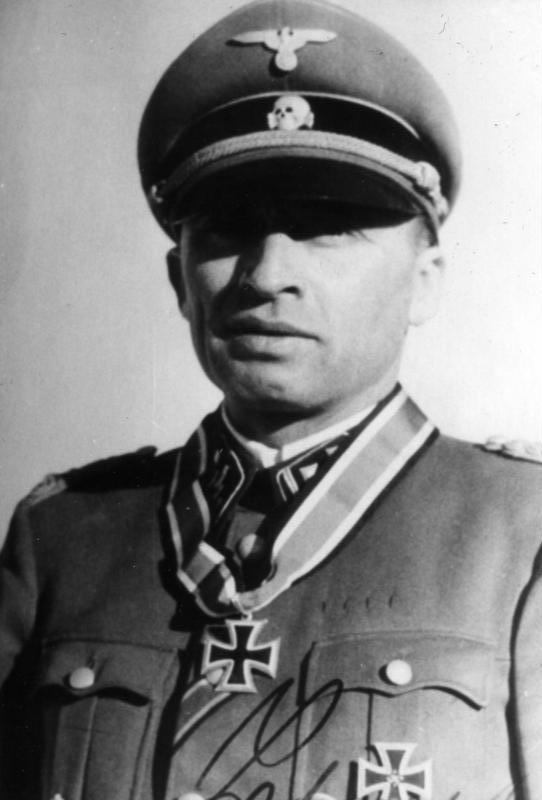
August Zehender

- SS-Brigadeführer August Zehender (21. duben 1944 - 11. únor 1945)

Náčelník štábu
- Major Erhard Mainka 	(? červenec 1944 - 12. únor 1945)

Proviantní důstojníci
- SS-Hauptsturmführer Rudolf Schäfer (? - 1. srpen 1944)
- SS-Hauptsturmführer Becker (? 1944 - ? 1945)

## Bojová struktura
- SS-Kavallerie-Regiment der SS 52 (52. pluk jezdectva SS)
- SS-Kavallerie-Regiment der SS 53 (53. pluk jezdectva SS)
- SS-Kavallerie-Regiment der SS 54 (54. pluk jezdectva SS)
- SS-Kavallerie-Regiment der SS 17 (17. pluk jezdectva SS)
- SS-Artillerie-Regiment 22 (22. pluk dělostřelectva SS)
- SS-Panzer-Aufklärungs-Abteilung 22 (22. pancéřový průzkumný oddíl SS)
- SS-Panzerjäger-Abteilung 22 (22. oddíl stíhačů tanků SS)
- SS-Pionier-Bataillon 22 (22. ženijní prapor SS)
- SS-Nachrichten-Abteilung 22 (22. zpravodajský oddíl SS)
- SS-Divisionsnachschubtruppen 22 (22. četa divizního zásobování SS)
- SS-Verwaltungstruppen-Abteilung 22 (22. správní oddíl SS)
- SS-Sanitäts-Abteilung 22 (22. sanitní oddíl SS)